# Martin Niemöller
Emil Gustav Friedrich Martin Niemöller, né le 14 janvier 1892 à Lippstadt et mort le 6 mars 1984 à Wiesbaden, est un pasteur, théologien allemand et créateur de l'Église confessante.

## Biographie

### Jeunesse
Fils du pasteur luthérien Heinrich Niemöller et de sa femme Paula Müller, il est élevé dans un milieu conservateur. En 1900, il déménage à Elberfeld où il termine sa scolarité par l'obtention de l'Abitur (équivalent du baccalauréat).

### Première Guerre mondiale
Quelques mois après le début de la Première Guerre mondiale, il rejoint la flotte sous-marine en 1915 et sert sur plusieurs sous-marins où il est formé à bord du U-3. Il est ensuite affecté en février 1916 à bord du U-73 en tant que second officier, sous le commandement de Gustav Sieß. À partir de janvier 1917 il sert à bord du U-39 commandé par Walter Forstmann. Ce sous-marin coule 35 navires, la Kaiserliche Marine pratiquant alors la guerre sous-marine à outrance. Il écrit dans ses mémoires, après avoir assisté au torpillage d'un navire de transport : « Ce 25 janvier 1917 a marqué un point de non-retour dans ma vie, car il m'a ouvert les yeux sur l'impossibilité absolue d'un univers moral ».
Niemöller est promu premier officier et rejoint l'U-151 de Waldemar Kophamel en août 1917.
Le 15 juin 1918, il obtient son propre commandement avec le UC-67, et coule avec ce sous-marin trois navires alliés.

### Entre-deux-guerres
Après la guerre pour laquelle il a été décoré, il devient brièvement agriculteur et s'oriente finalement vers la théologie protestante de 1919 à 1923. Il est consacré en 1924 et devient pasteur à Dahlem en 1931.

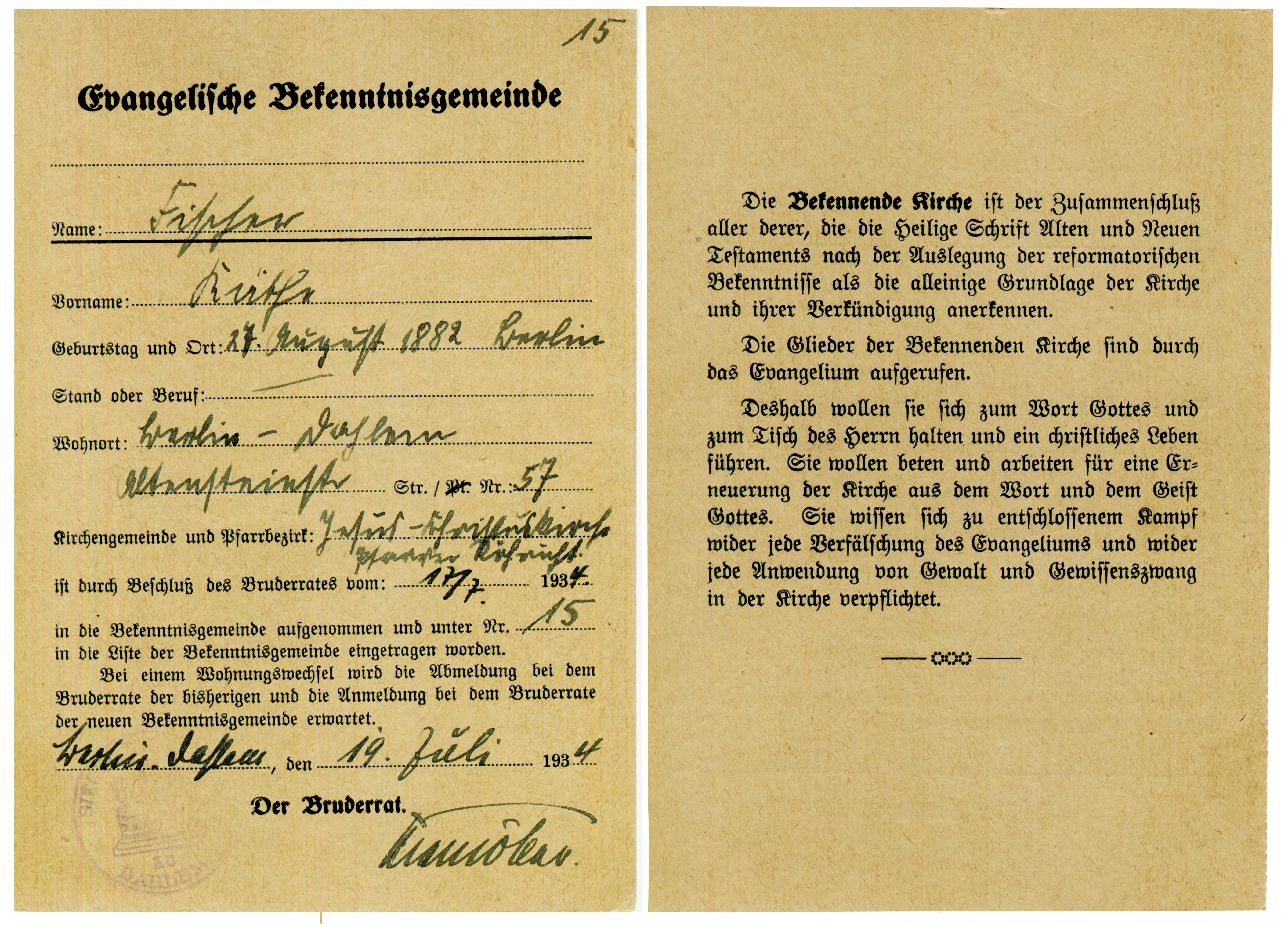
Carte de membre de l'Église confessante signée par Niemöller. Berlin-Dahlem, 1934.

Au moment de la montée en puissance du pouvoir nazi, qui noyaute peu à peu l'Église allemande, le pasteur Martin Niemöller, pourtant partisan du régime hitlérien et ancien commandant des Corps francs, appelle les pasteurs hostiles aux mesures antisémites à s'unir au sein d'une nouvelle organisation, la Ligue d'urgence des pasteurs (de), qui respecterait les principes de tolérance énoncés par la Bible et la profession de foi réformatrice. Cet appel a un grand écho : à la fin de l'année 1933, 6 000 pasteurs, soit plus d'un tiers des ecclésiastiques protestants, ont rejoint ce groupe dissident.
La « Ligue d'urgence des pasteurs », soutenue par des protestants à l'étranger, adresse au synode une lettre de protestation contre les mesures d'exclusion et de persécution prises envers les Juifs (dont le paragraphe aryen) et envers les pasteurs refusant d'obéir aux nazis. Malgré les protestations, Martin Niemöller est déchu de ses fonctions de pasteur et mis prématurément à la retraite au début du mois de novembre 1933. Mais la grande majorité des croyants de sa paroisse décide de lui rester fidèle, et il peut ainsi continuer à prêcher et à assumer ses fonctions de pasteur.
Niemöller est arrêté en 1937 sur ordre personnel d'Hitler et envoyé au camp de Sachsenhausen. Il est ensuite transféré en 1941 au camp de concentration de Dachau.

### Après-guerre
Libéré du camp par la chute du régime nazi, en 1945, il se consacre par la suite, jusqu'à sa mort en 1984, à la reconstruction de l'Église protestante d'Allemagne et prend de plus en plus de distance avec les milieux conservateurs de ses origines pour devenir un militant pacifiste. Il est l'auteur de Quand ils sont venus chercher... , faussement attribué au dramaturge Bertolt Brecht,. La forme initiale exacte et l'origine de ce poème ne sont pas connues avec certitude,. Son texte a évolué au fil du temps, la première version daterait probablement de 1946,, pour ne prendre la forme d'un poème qu'au début des années 1950. Le contenu ci-dessous est une traduction de celle reconnue définitive par la Fondation Martin Niemöller.
« Quand les nazis sont venus chercher les communistes,

je n’ai rien dit,

je n’étais pas communiste.

Quand ils ont enfermé les sociaux-démocrates,

je n’ai rien dit,

je n’étais pas social-démocrate.

Quand ils sont venus chercher les syndicalistes,

je n’ai rien dit,

je n’étais pas syndicaliste.

Quand ils sont venus me chercher,

il ne restait plus personne

pour protester. »